# Michel Reddé
Pour les articles homonymes, voir Reddé.
Michel Reddé est un archéologue, philologue et historien français né le 17 juin 1950 au Raincy (Seine-Saint-Denis).

## Biographie
Ancien élève de l'ENS Ulm, obtenant par la suite l'agrégation de lettres classiques, il soutient une thèse de doctorat en mai 1983 sur la marine militaire sous l'Empire romain, publiée en 1986. Il poursuit sa formation de chercheur en tant que membre de l'Ecole Française de Rome, avant de devenir maître de conférences à l'Université de Pau.
Élu professeur des universités à l'Université de Nantes, il devient par la suite directeur d'études à l'École pratique des Hautes Études, où il termine sa carrière. Ancien vice-président du Conseil national de la recherche archéologique, il est désormais directeur d'études émérite à l'École pratique des hautes études.
Il est notamment connu pour avoir dirigé de nombreuses fouilles archéologiques, à Biesheim-Kunheim – Œdenbourg et à Alésia. Il est spécialiste de l'armée romaine, des camps militaires romains et de la marine militaire romaine.

## Publications (sélection)
- Michel Reddé, Mare nostrum : les infrastructures, le dispositif et l'histoire de la marine militaire sous l'Empire romain, Rome, École française de Rome, coll. « Bibliothèque des Écoles françaises d'Athènes et de Rome » (no 260), 1986, 733 p. (ISBN 2-7283-0114-X, lire en ligne).
- Michel Reddé (dir.) et Siegmar von Schnurbein (dir.), Alésia : fouilles et recherches franco-allemandes sur les travaux militaires romains autour du Mont-Auxois (1991-1997), t. I : Les fouilles, t. II : Le matériel, t. III : Planches hors texte, Paris, Académie des inscriptions et belles-lettres, coll. « Mémoires de l'Académie des inscriptions et belles-lettres », 2001, XX-571 + 386 (ISBN 2-87754-117-7, présentation en ligne)1 disque optique numérique (CD-ROM) interactif permet de consulter des photographies aériennes.
- Michel Reddé (dir.) et Siegmar von Schnurbein (dir.), Alésia et la bataille du Teutoburg : un parallèle critique des sources, Ostfildern, Thorbecke, coll. « Beihefte der Francia » (no 66), 2008, 365 p. (ISBN 978-3-7995-7461-7, lire en ligne).
- Michel Reddé (préf. Barry Cunliffe, photographies aériennes de René Goguey, aquarelles de Peter Connolly), Alésia : l'archéologie face à l'imaginaire, Paris, Errance, coll. « Hauts lieux de l'histoire », 2012, 2e éd., 209 p. (ISBN 978-2-87772-484-5).
- Michel Reddé, Les frontières de l'Empire romain : Ier siècle av. J.-C. – Ve siècle apr. J.-C., Lacapelle-Marival, Archéologie nouvelle, coll. « Archéologie vivante », 2014, 176 p. (ISBN 979-10-91458-08-5).

## Distinctions
- Médaille d'argent du CNRS (2007)[4]